# نوئل لنسکی
نوئل لنسکی (انگلیسی: Noel Emmanuel Lenski; ۲۵ دسامبر ۱۹۶۵) یک محقق کلاسیک آمریکایی، متخصص تاریخ روم باستان، و مورخ دوران باستان متأخر است. دکترای فلسفه (۱۹۹۵)، استاد دانشگاه ییل بود.
لنسکی بر تاریخ روم و به ویژه تاریخ امپراتوری روم بعدی تمرکز دارد. او به روابط قدرت علاقه‌مند است، زیرا این روابط در تمام سطوح جامعه، از امپراتورها گرفته تا بردگان، خود را نشان می‌دهند. تحقیقات او به‌طور گسترده در سراسر دوران باستان متأخر است و شامل مطالعات سیاسی، نظامی، اجتماعی، اقتصادی، مذهبی، فرهنگی و تاریخ هنر است. دو تک نگاری او، در مورد امپراتورهای والنس و کنستانتین، محدودیت‌های قدرت امپراتوری را در پرتو نظریه پاسخ خواننده و نظریه جهان‌های زندگی بررسی می‌کنند. او همچنین مقالات زیادی در مورد تاریخ برده داری در دوران باستان منتشر کرده‌است.